# Lineus bergendali
Lineus bergendali är en djurart som tillhör fylumet slemmaskar, och som beskrevs av Senz 1996. Lineus bergendali ingår i släktet Lineus och familjen Lineidae. Inga underarter finns listade i Catalogue of Life.